# 北京平阳会馆
平阳会馆（讹称“阳平会馆”），位于北京市东城区小江胡同36号，是清朝山西省平阳府设在北京的会馆。该会馆的戏楼1984年被列为北京市文物保护单位。2009年起，成为刘老根大舞台北京剧场的所在地。

## 历史
由于缺乏资料，平阳会馆的历史不清。会馆内的戏楼悬挂“醒世铎”匾，由明末清初书法家王铎题写，据此该会馆至少建于明末清初。从该会馆的建筑格局看，明显有明清时期山西民居风格。该会馆的名字一直有争议，清朝前期还叫“平阳会馆”（平阳府是山西省的地名），后来有的就叫成“阳平会馆”，原因不明。
平阳会馆旁边还有一座晋翼会馆，建于清朝雍正十一年（1733），“晋翼”的“翼”指翼城县，当时归平阳府管辖。
史料记载，平阳会馆的戏楼为清朝嘉庆七年（1802年）山西省平阳府及周边20余县的商人联合兴建。戏楼内的彩画是清朝最高形式的彩画和玺彩画。因为前门地区曾经多有晋商活动，所以人们推断该戏楼当年可能经常上演山西梆子。
中华人民共和国成立后，该会馆包括戏楼一直是同仁堂药店的库房。为保护文化遗产，崇文区人民政府与同仁堂进行了产权置换，2000年将该会馆划归崇文区文化文物局管理。2002年5月，崇文区开始搬迁居住在会馆内的居民，2002年9月启动修复工程。2003年，该会馆一期抢救工程开始，共投资150余万元人民币，不仅腾退了周边居民，还解除了戏楼建筑的险情。2006年4月起，二期修缮工程开始，共投资近500万元人民币，修复内部彩画等等，直到2008年6月该会馆及戏楼初步具备使用功能。修复后的戏楼有300个座位。
2009年4月26日，崇文区人民政府同赵本山的本山传媒公司正式签订协议，崇文区人民政府将戏楼的经营权转让给本山传媒公司。同年5月2日，刘老根大舞台北京剧场在该戏楼开幕演出。刘老根大舞台占据了平阳会馆。旁边的晋翼会馆则被刘老根会馆占据。
2013年5月14日，中国广播电视协会纪录片工作委员会主办、湖南广播电视台金鹰纪实频道承办的第七届“纪录·中国”评选颁奖活动在湖南省凤凰县举行，中国传媒大学电视台摄制的《典藏北京·平阳会馆戏楼》获文献类三等奖。中国传媒大学电视台摄制的八集文献纪录片《典藏北京》包括《平阳会馆戏楼》、《正乙祠戏楼》、《大栅栏戏院》、《湖广会馆戏楼》、《恭王府戏楼》、《安徽会馆戏楼》、《颐和园戏楼》、《天桥杂耍场馆》。

## 建筑
平阳会馆坐东朝西，由戏楼及三路四合院构成。中路院有倒座房、南北厢房、扮戏房和戏楼，扮戏房和戏楼相连通。南路、北路院为阳平会馆用房，都保持着原来的建筑风格。各院之间有门道相连通。产权置换仅涉及南路院和戏楼；中路院、北路院成为民居；各院之间的门道都已经被封闭，仅有小江胡同36号院和戏楼相连通。
戏楼占地面积将近1000平方米，配有占地面积200平方米的扮戏房。戏楼为十二檩卷棚前后双步廊悬山顶建筑。戏楼内部雕梁画栋。看台分为两层，二层正对戏台，为卷棚顶前轩式的官厢，两侧也是看台，可以放置桌凳。看台的护栏带有雕花栏板和望柱，四角设有楼梯，供人上下楼。楼下场地为方池，放有方桌、长凳，为一般看客的坐席。
戏楼内的戏台平面近似方形，突出于场地内，为前轩式，前有台柱一对，上方有廊庑。戏台分成上下三层，下方有坑道，上方有通口，可用来设置机关布景，便于演神仙戏时演员可“上天入地”。戏楼两侧的墙上绘有壁画，并设有神龛，供祭祀神祖。面朝戏台的后墙上镶嵌着四块石刻，记载会馆的建置沿革及重修情况，但因风化和破坏而字迹模糊。
戏楼内原来悬挂着多块巨匾，如今仅存墨地金字木匾两方，其中一方是明末清初书法家王铎题写的“醒世铎”匾额，悬挂在戏台一层上方的廊庑。